# Schloss Dungu
Koordinaten: 3° 37′ 0,9″ N, 28° 33′ 46,6″ O

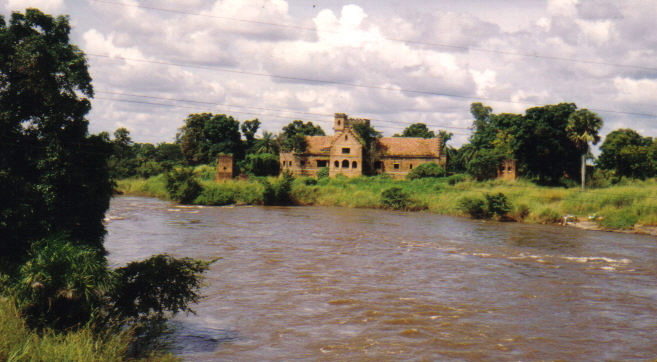
Schloss Dungu in einer Aufnahme von 1986.

Das Schloss Dungu war ein Schloss in Ober-Uelle in der Demokratischen Republik Kongo, das mittlerweile durch Verfall zu einer Schlossruine geworden ist.

## Geschichte
Das Schloss Dungu liegt in der Stadt Dungu am Zusammenfluss des Kibali mit dem Dungu zum Uelle. Es wurde 1942 vom damaligen belgisch-kolonialen Territorial-Administrator von Dungu, Schollaert, als Wohn- und Verwaltungssitz erbaut. Die Anlage ist im amerikanisch interpretierten mittelalterlichen Stil gehalten. Dem Vernehmen nach soll das 40-Zimmer-Schloss aus öffentlichen Mitteln erbaut worden sein, die für eine Brücke an dieser Stelle vorgesehen waren. Da Schollaert neben dem Schloss auch noch die Brücke über den Kibali erstellte, wurde er nur versetzt und nicht wegen Veruntreuung öffentlicher Gelder entlassen.
Seit der Unabhängigkeit des Kongos wird das Schloss nicht mehr unterhalten und verfällt langsam zur Ruine. Eine Renovation und Umwandlung in ein Hotel wurde schon zu Mobutus Zeiten angeregt, jedoch bis zum heutigen Tag nicht realisiert. Zu jener Zeit genügten die Möglichkeiten zur Gästeunterbringung im rund 75 km entfernten Garamba-Nationalpark und einem benachbarten Jagdgebiet nicht mehr aus.

## Bilder und Berichte
- Besuchsbericht und Bilder aus den 1960er Jahren (französisch)
- Zu Kolonialzeiten (ganz unten)